# Парзинское (сельское поселение)
Парзи́нское — упразднённое муниципальное образование со статусом сельского поселения в составе Глазовского района Удмуртии.
Административный центр — село Парзи.
Законом Удмуртской Республики от 29.04.2021 № 38-РЗ упразднено в связи с преобразованием муниципального района в муниципальный округ.

## Население
| 2010 | 2012 | 2013 | 2014 | 2015 | 2016 | 2017 |
| ---- | ---- | ---- | ---- | ---- | ---- | ---- |
| 916  | ↘912 | ↘910 | ↘884 | ↘862 | ↗863 | ↘837 |
| 2018 | 2019 | 2020 |      |      |      |      |
| ↘809 | ↘788 | ↘774 |      |      |      |      |

## Состав
В состав сельского поселения входят 9 населённых пунктов:
- село Парзи;
- деревня Абагурт;
- деревня Главатских;
- деревня Новые Парзи;
- деревня Озегвай;
- деревня Парзинское СПТУ № 7;
- деревня Тек;
- деревня Чебершур;
- деревня Ягошур.